# Elizabeth Abimbola Awoliyi
Elizabeth Abimbola Awoliyi (née Akerele) (Lagos,1910-14 de septiembre de 1971) fue la primera mujer médica en Nigeriay  la primera mujer de África occidental en obtener la licencia del Real Colegio de Cirujanos de Irlanda.En 1938, se convirtió en la segunda mujer del África occidental doctora formada en medicina ortodoxa después de Agnes Yewande Savage, graduada en 1929. Fue también la segunda presidenta del Consejo Nacional de Mujeres Nigerianas desde 1964 hasta su muerte en 1971.

## Biografía
Comenzó su periodo educativo en St. Mary's Catholic School, en Lagos, y después a Queen's College.En 1938 obtuvo su diploma en medicina en la Universidad de Dublíndonde se graduó con honores, incluyendo una medalla en Medicina y distinción en Anatomía. Fue miembro del Real Colegio de médicos de Reino Unido y diplomada por el Real Colegio de Pediatría y Salud Infantil.Tras sus estudios regresó a Nigeria y se convirtió en ginecóloga y agente médico en el Massey Street Hospital de Lagos.Desde 1960 hasta 1969 fue directora médica en este mismo hospital.En 1962 el Ministerio Federal de la salud en Nigeria nombró a Elizabeth como ginecóloga y obstetricia sénior.
Elizabeth Abimbola se introdujo en la empresa privada adquiriendo owning a 27- acre poultry and orange farm in Agege, Lagos y se convirtió en directora del almacén médico comercial comercial  en Lagos.Estuvo casada con un médico, Dr. S.O. Awoliyi y tuvo un hijo y una hija. Su marido murió en 1965 y ella 6 años después, el 14 de septiembre de 1971,con 61 años.

### National Council Women Societies
Elizabeth Abimbola fue presidenta pionera de la sede de Lagos del Consejo Nacional de la Sociedad de Mujeres y miembro del Comité Nacional de la organización. Contribuyó a varias políticas y actividades de la organización, negoció para la creación de una sede nacional localizada en Tafawa Balewa Plaza y actuó de consultora para la clínica de planificación familiar de la organización, que más tarde se convirtió en la Federación de Planificación Familiar.  

### Liderazgo y filantropía[2]
Fue la primera presidenta del Consejo de Mujeres de la Parroquia de la Santa Cruz en la Catedral de la Santa Cruz de Lagos. Formó parte del Consejo de Gobierno del Hogar de Bebés sin Madre. También fue la presidenta de la Asociación de Mujeres Empresarias y Profesionales y de la Child Care Voluntary Association Cruz Roja de la Colonia de Lagos.

## Premios y reconocimientos
- Su hijo Tunji Awoliyi la dedicó la novela Return to Life.[15]
- Es mencionada en el "Capítulo 6: Heroínas Nigerianas del siglo XX" en el libro Nigerian heroes and heroines: and other issues in citizenship education, escrito por Godwin Chukwuemeka Ezeh.[16]

- El hospital, situado en Lagos Island, Lagos, Nigeria, Dr. Abimbola Awoliyi Memorial.[17]

- Miembro del Orden del Imperio británico (MBE).[18]
- Iya Abiye De Lagos.
- Iyalaje de Oyo Imperio.
- Honor Nacional nigeriano como Agente del Orden de la República Federal (OFR).